# Кудрен, Пьер
аббат Пьер Мари Жозеф Кудрен (фр. Pierre-Marie-Joseph Coudrin; 1 марта 1768, Куссе-ле-Буа — 27 марта 1836, Париж) — французский католический священник, убеждённый противник Французской революции, основатель (совместно с Анриеттой Эме де ла Шевальри) конгрегации пикпуцианцев.

## Биография
Пьер Кудрен родился 1 марта 1768 года в Куссе-ле-Буа, неподалёку от Пуатье, в семье крестьян. Дядя Пьера был приходским священником в одной из соседних деревень, и именно от него мальчик получил начальное общее и религиозное образование. Затем Кудрен продолжил своё обучение в городе Шательро, а в возрасте 17 лет отправился в Пуатье, где стал студентом местного университета.
К началу событий Французской революции Кудрен был только диаконом, и ещё не закончил своего обучения в семинарии, когда она была закрыта декретом революционного правительства в ходе начавшихся гонений на духовенство. В этой ситуации Кудрен связался с находившимся в Париже монсеньором де Боналем, епископом Клермонским, который был тронут искренностью религиозного порыва юноши, которому только что исполнилось 24 года, и  согласился рукоположить его во священники без предварительного окончания семинарии. Поскольку часовня, где должно было пройти таинство, была перед этим  разгромлена революционерами, епископ совершил рукоположение в библиотеке своего особняка.
Став священником, Кудрен сперва вернулся в родную деревню Курсе, однако усилившиеся преследования так называемого «неприсягнувшего духовенства» вынудили его уйти в подполье. Полгода Кудрен скрывался на чердаке амбара замка Юссо, расположенного поблизости от его родной деревни. Там он, по его собственным словам, имел видение казнённых священников и монахов, что натолкнуло его на мысль его основать конгрегацию, основной целью которой стала бы централизованная помощь скрывающимся священникам. Вдохновлённой это мыслью, Кудрен скрытно покинул амбар и направился в Пуатье, где начал своё подпольное служение. Из Пуатье Кудрен переехал в Тур, а оттуда в Париж. В итоге, ему удалось создать вокруг себя что-то вроде ячейки контрреволюционного Сопротивления, состоявшей из аристократов (в том числе, женщин), скрывающихся монахов и священников, а также сочувствующих им лиц. Кудрен и его товарищи организовывали помощь скрывающимся священникам и проводили подпольные религиозные церемонии.
В этот период Кудрен познакомился с религиозной аристократкой Анриеттой Эме де ла Шевальри, во времена якобинского террора чудом избежавшей гильотины. Все последующие годы Кудрен и Эме де ла Шевальри оставались соратниками и единомышленниками, а после создания собственной конгрегации (обет об основании которой они дали сообща), Эме де ла Шевальри взяла на себя руководство женской частью общины.
В 1800 году их деятельность оформилась окончательно и привела к созданию конгрегации Святых Сердец Иисуса и Марии. Однако, уже очень скоро после этого, Наполеон Бонапарт, стал первым консулом, прекратил гонения на духовенство, а несколько позже и вовсе заключил конкордат со Святым Престолом. После этого созданная Кудреном конгрегация получила возможность действовать во Франции открыто, однако утратила свою основную цель.
В 1805 году Пьер Кудрен на деньги своих сторонников уже совершенно легально приобрёл в Париже несколько смежных ветхих домов на улице Пикпю и устроил там свою штаб-квартиру. По названию улицы его конгрегация стала известна под сокращённым названием пикпуцианцев (официальное полное название при этом осталось прежним). При своей штаб-квартире Кудрен уже вскоре организовал школу и семинарию. Затем монастыри и семинарии пикпуцианцев были открыты также в других городах. Пикпуцианцы также занимались организацией школ для бедных детей и организацией миссионерской деятельности за пределами Франции. В 1817 году, уже после окончания наполеоновской эпохи, папа Римский Пий VII официально утвердил конгрегацию, состоявшую из двух ветвей — мужской и женской.
Отец Пьер Кудрен, которого его последователи именовали «добрым пастырем», скончался в 1836 году. К этому моменту в его конгрегации насчитывалось 276 монахов и священников и 1125 монахинь. По состоянию на 2016 год, это число, после различных колебаний численности, снова стало примерно таким же — около 1500 священников, монахов и монахинь в 30 странах.